# Harvey Weinstein
Harvey Weinstein (/ˈwaɪnstiːn/; sinh ngày 19 tháng 3 năm 1952) là cựu nhà sản xuất phim người Mỹ. Ông và em trai Bob Weinstein đồng sáng lập công ty giải trí Miramax, hãng sản xuất nhiều phim độc lập thành công, gồm có Sex, Lies, and Videotape (1989), The Crying Game (1992), Pulp Fiction (1994), Heavenly Creatures (1994), Flirting with Disaster (1996), và Shakespeare in Love (1998). Weinstein thắng 1 giải Oscar với cương vị nhà sản xuất cho Shakespeare in Love, và giành 7 giải Tony cho hàng loạt vở kịch và phim âm nhạc, bao gồm The Producers, Billy Elliot the Musical, và August: Osage County. Sau khi rời khỏi Miramax, Weinstein và anh trai Bob đã thành lập The Weinstein Company, một hãng phim mini. Ông là đồng chủ tịch, cùng với Bob, từ năm 2005 đến năm 2017.
Tháng 10 năm 2017, sau những cáo buộc lạm dụng tình dục chống lại Weinstein, ông bị sa thải khỏi công ty của mình và bị trục xuất khỏi Viện Hàn lâm Khoa học và Nghệ thuật Điện ảnh Hoa Kỳ. Đến ngày 31 tháng 10, hơn 80 phụ nữ đã đưa ra cáo buộc chống lại Weinstein. Các cáo buộc đã kích hoạt phong trào xã hội "#MeToo" và nhiều cáo buộc lạm dụng tình dục tương tự chống lại và sa thải những người đàn ông quyền lực trên khắp thế giới, được gọi là "hiệu ứng Weinstein".